# Emma Sandys

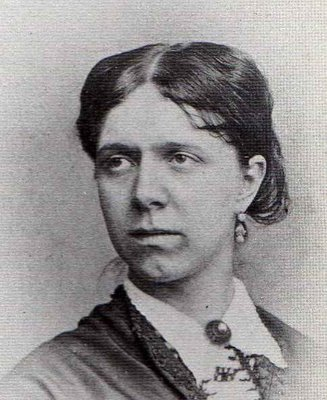
Emma Sandys

Emma Sandys, geboren Mary Ann Emma Sands (Norwich, 1843 – aldaar, november 1877) was een Engels kunstschilderes. Ze wordt gerekend tot de prerafaëlieten.

## Leven en werk
Sandys werd geboren in Norwich. Ze was de zus van Frederick Sandys en beiden werden opgeleid in de schilderkunst door hun vader Anthony Sands.
Sandys werkte in olie en met krijt en koos overwegend voor Middeleeuwse thema’s, vaak portretten van mooi gedrapeerde vrouwen. Ze schilderde net als haar broer Frederic in een prerafaëlitische stijl, met veel aandacht voor detail. Sandys werkte vaak in de studio van haar broer in Londen en exposeerde tussen 1867 en 1874 in Londen (bij de Royal Academy of Arts) alsook in haar geboorteplaats Norwich, waar ze ook vaak schilderde in de omgeving.
Over het leven van Sandys is weinig bekend. Ze overleed in 1877, op 34-jarige leeftijd.
Werk van Sandys is onder andere te zien in de ‘Walker Art Gallery’, Liverpool, en het ‘Norwich Castle Museum’.

## Galerij

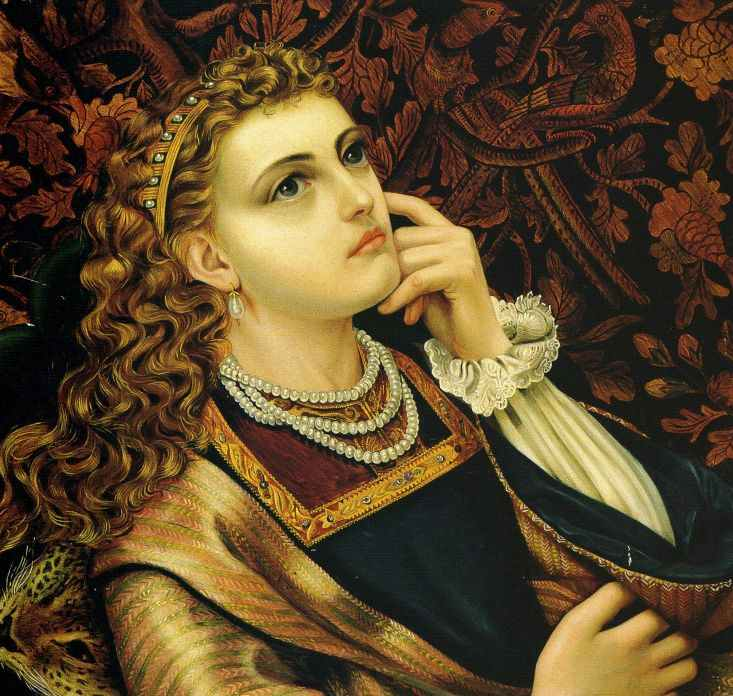
Elaine
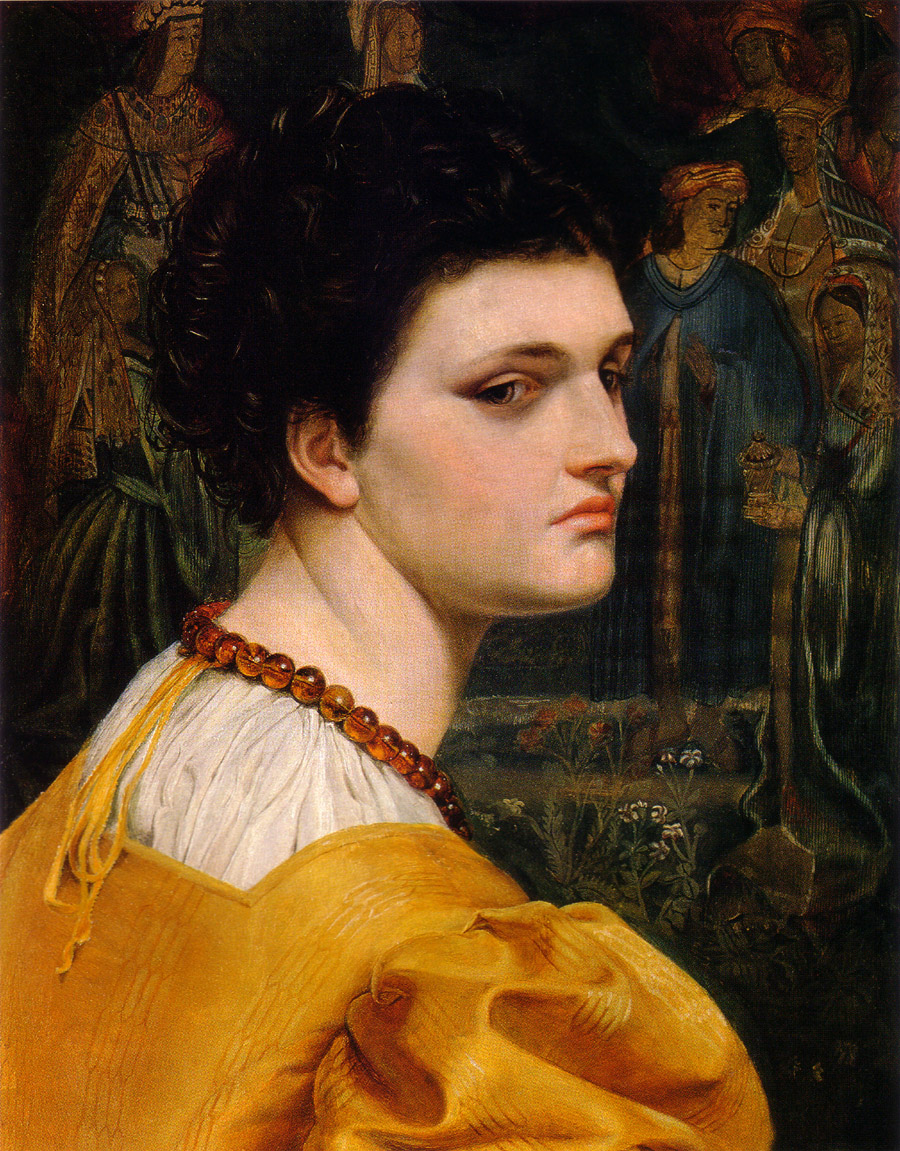
Lady in a Yellow Dress
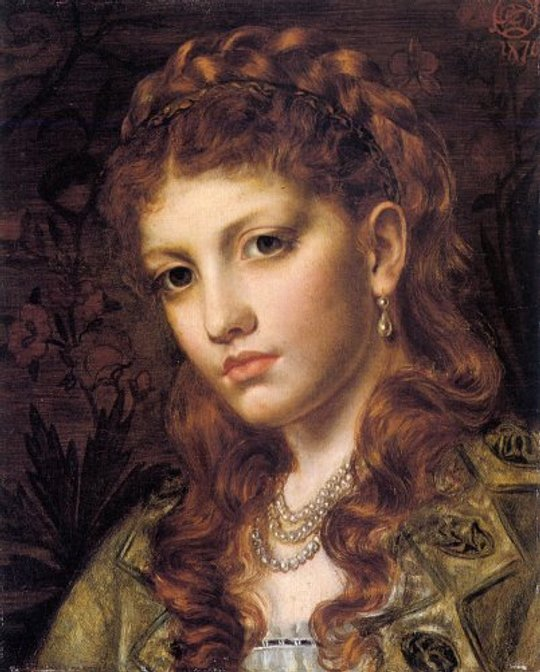
Fiammetta
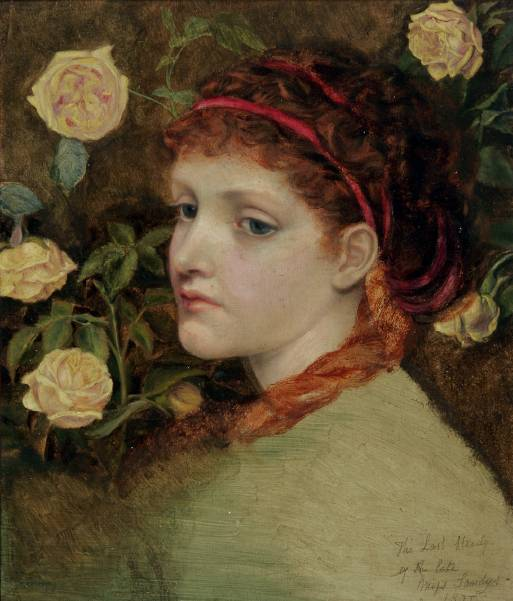
Study of a Head
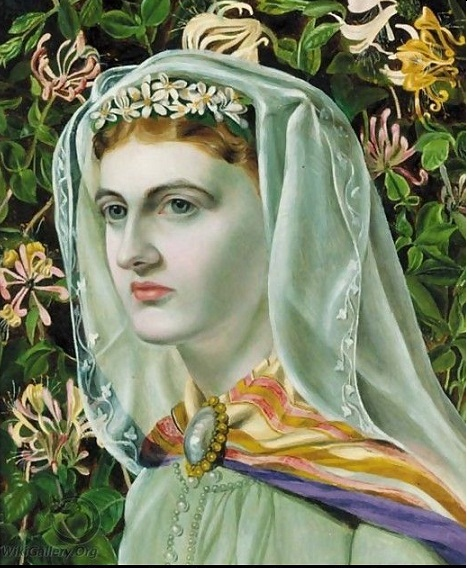
A Medieval Beauty
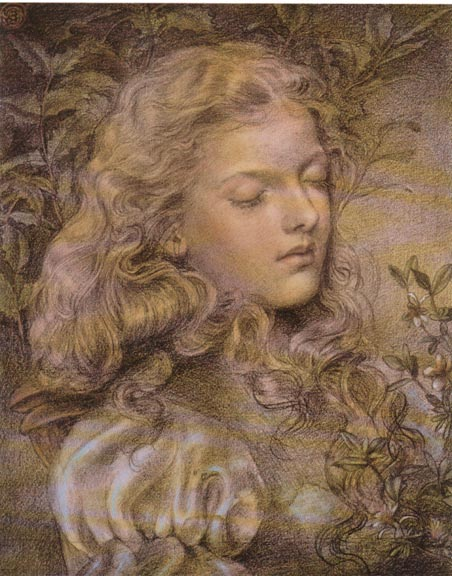
Portrait of a Girl
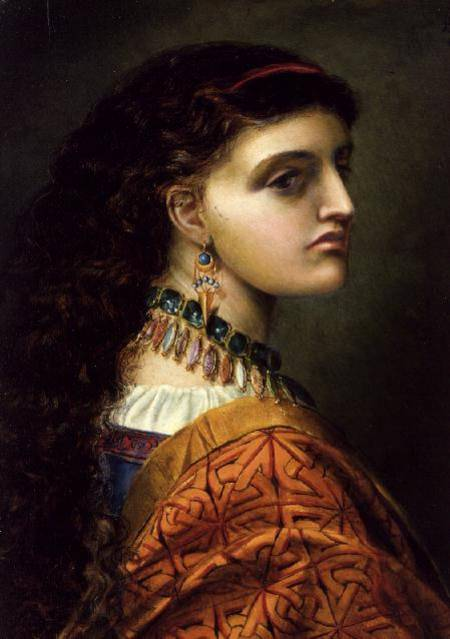
Portrait of a Lady
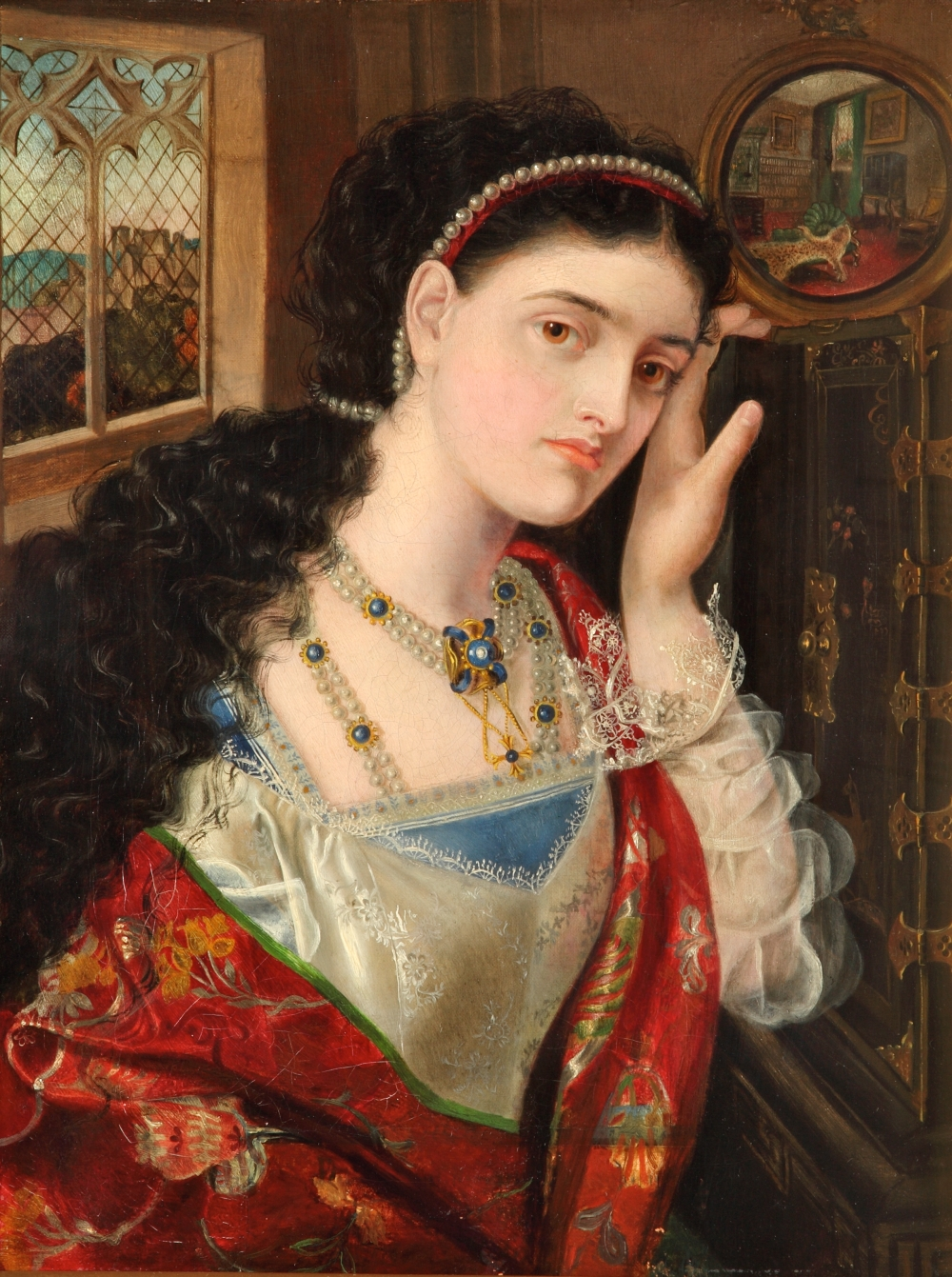
Viola
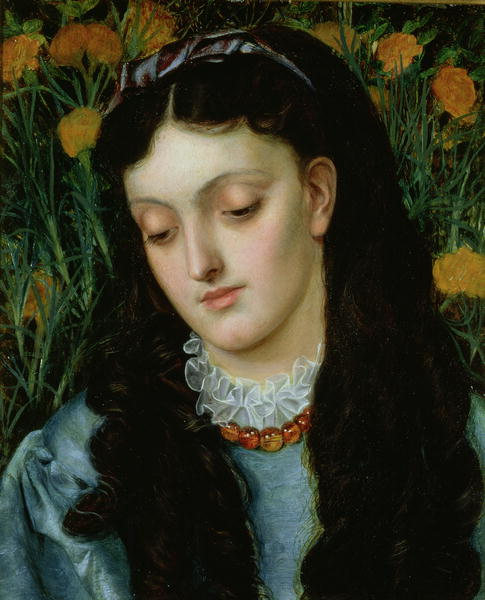
The Beautiful Wallflower
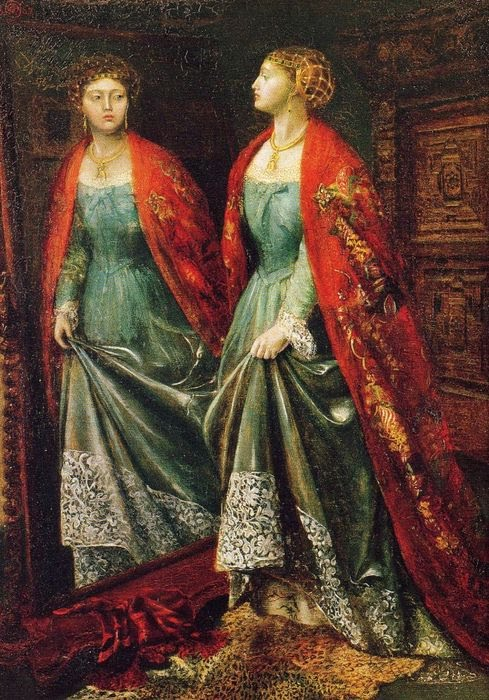
Preparing for the Ball